# مركز الدكتور حيدر عبد الشافي للثقافة والتنمية
مركز الدكتور حيدر عبد الشافي للثقافة والتنمية هو مؤسسة فلسطينية أهلية غير ربحية تعمل في قطاع غزة، يركّز على تعزيز ثقافة المشاركة المدنية، والتسامح، ونبذ العنف والتركيز على الفئات المهمشة، وتعزيز المسؤولية المجتمعية، وترسيخ مبادئ المشاركة الديمقراطية، حيث استلهم المركز مبادئ وقيم الدكتور حيدر عبد الشافي، أحد أبرز القادة الفلسطينيين في القرن العشرين. يهدف المركز إلى تمكين فئات المجتمع، وخاصة الشباب والنساء وذلك من خلال برامج ثقافية وتربوية، وتنموية، تُعزز الوعي الديمقراطي والمشاركة المجتمعية.

## التأسيس
تأسس المركز في مدينة غزة عام 2014 بعد وفاة الدكتور حيدر بسبع سنوات، وجاء المركز تخليدًا لمسيرته الوطنية والمجتمعية التي تميزت بالشفافية والنزاهة. أُنشئ المركز على يد مجموعة من المثقفين والنشطاء الذين سعوا إلى تحويل إرث عبد الشافي إلى مشروع مستدام يخدم الشعب الفلسطيني.

## الرؤية والرسالة
تقوم رؤية المركز على بناء مجتمع فلسطيني ديمقراطي، يُسهم فيه المواطنون بفعالية في صنع القرار المجتمعي والوطني. أما رسالته فتتمثل في نقل قيم الدكتور حيدر عن طريق تعزيز ثقافة حقوق الإنسان، والحوار، والمشاركة السياسية، من خلال أنشطة موجهة إلى مختلف الفئات العمرية والمجتمعية.

## أهداف المركز
سعى مركز الدكتور حيدر عبد الشافي للثقافة والتنمية، إلى الوصل للكثير من الأهداف، منها:
- تعزيز قيم الديمقراطية، وحرية التعبير، والتسامح
- دعم الحوار الثقافي والتبادل المجتمعي
- تمكين الشباب والنساء من أدوار قيادية ومجتمعية فاعلة
- الدفاع عن الحقوق الوطنية الفلسطينية، بما يشمل العودة وتقرير المصير
- تقديم الدعم النفسي والإنساني للفئات المتضررة من النزاعات

## البرامج والأنشطة
يسعى مركز الدكتور حيدر عبد الشافي للثقافة والتنمية، إلى العديد من الأنشطة والبرامج، منها:
- تعزيز دور النساء والشباب في المجتمع
- تعزيز الحماية المجتمعية
- الدعم النفسي والاجتماعي والصحة النفسية
- المواطنة الفعالة وحقوق الإنسان
- الإغاثة الإنسانية والإستجابة للطوارئ
- التطوير المؤسسي وبناء الشراكات
- التعبير الثقافي والفني
- تعزيز قيمة العمل التطوعي

## قيم المركز
- المساواة
- النزاهة
- الهوية الثقافية
- المشاركة المدنية
- العدالة الاجتماعية
- عدم العنف